# Против Спудия о приданом
«Против Спудия о приданом» (др.-греч. Πρὸς Σπουδίαν ὑπὲρ Προικός) — речь древнегреческого оратора Демосфена, сохранившаяся в составе «демосфеновского корпуса» под номером XLI. Её относят к раннему периоду творчества Демосфена, причём авторство в этом случае никем не оспаривается. Демосфен написал эту речь для афинянина, судившегося со своим свояком Спудием из-за наследства тестя: клиент оратора претендовал на 10 мин из наследства как недополученную часть приданого жены, а Спудий его права оспаривал.
Исследователи отмечают, что речь против Спудия — важный источник данных о внутрисемейных имущественных отношений в древних Афинах. В её тексте много сходства с речью «Против Калликла об ущербе, нанесённом земельному участку», и это важный аргумент в пользу подлинности последней.